# جیمز رابینسون ریسنر
جیمز رابینسون (رابی) ریسنر (به انگلیسی: James Robinson "Robbie" Risner) (زادهٔ ۱۶ ژانویهٔ ۱۹۲۵ – درگذشتهٔ ۲۲ اکتبر ۲۰۱۳) ژنرال و خلبان جنگندهٔ نیروی هوایی ایالات متحدهٔ آمریکا بود.
ریسنر دو بار مدال ار فورس کراس را، که دومین مدال ارزشمند دلاوری نظامی‌ست، دریافت کرد. نخستین مدال را برای دلاوری در جنگ ویتنام دریافت نمود و دومین مدال را نیز برای دلیری در هفت سالی که در کرهٔ شمالی اسیر جنگی بود.
ریسنر در جنگ کره خلبان تک‌خال بود و همچنین اسکادران اف-۱۰۵ را در نخستین مأموریت‌های عملیات تندر غلتان در سال ۱۹۶۵ رهبری می‌کرد. او مجموعاً ۱۶۳ مأموریت جنگی را پرواز کرده و دو بار سرنگون شده‌است. او سرنگون‌کردن ۸ فروند میگ-۱۵ را در کارنامهٔ خود دارد. ریسنر در سال ۱۹۷۶ با درجهٔ سرتیپی بازنشسته شد.